# Třída Sacramento
Třída Sacramento byla třída bojových zásobovacích lodí námořnictva Spojených států amerických. Jejich úkolem bylo zásobování svazů válečných lodí palivem, municí a dalším materiálem. Plavidla přitom byla dostatečně rychlá, aby udržela tempo s americkými letadlovými loďmi. Celkem byly postaveny čtyři jednotky této třídy. Všechny byly vyřazeny do roku 2005.

## Stavba
Celkem byly v loděnicích Puget Sound Naval Shipyard a New York Shipbuilding postaveny čtyři jednotky této třídy. Do služby přijaty v letech 1961-1970. Stavba páté jednotky byla zrušena.
Jednotky třídy Sacramento:
| Jméno                  | Založení kýlu      | Spuštěna        | Vstup do služby | Status                   |
| ---------------------- | ------------------ | --------------- | --------------- | ------------------------ |
| USS Sacramento (AOE-1) | 30. června 1961    | 14. září 1963   | 14. března 1964 | vyřazena 1. října 2004   |
| USS Camden (AOE-2)     | 17. února 1964     | 29. května 1965 | 1. dubna 1967   | vyřazena 14. října 2005  |
| USS Seattle (AOE-3)    | 1. října 1965      | 1. března 1968  | 5. dubna 1969   | vyřazena 15. března 2005 |
| USS Detroit (AOE-4)    | 29. listopadu 1966 | 21. června 1969 | 28. března 1970 | vyřazena 17. února 2005  |

## Konstrukce

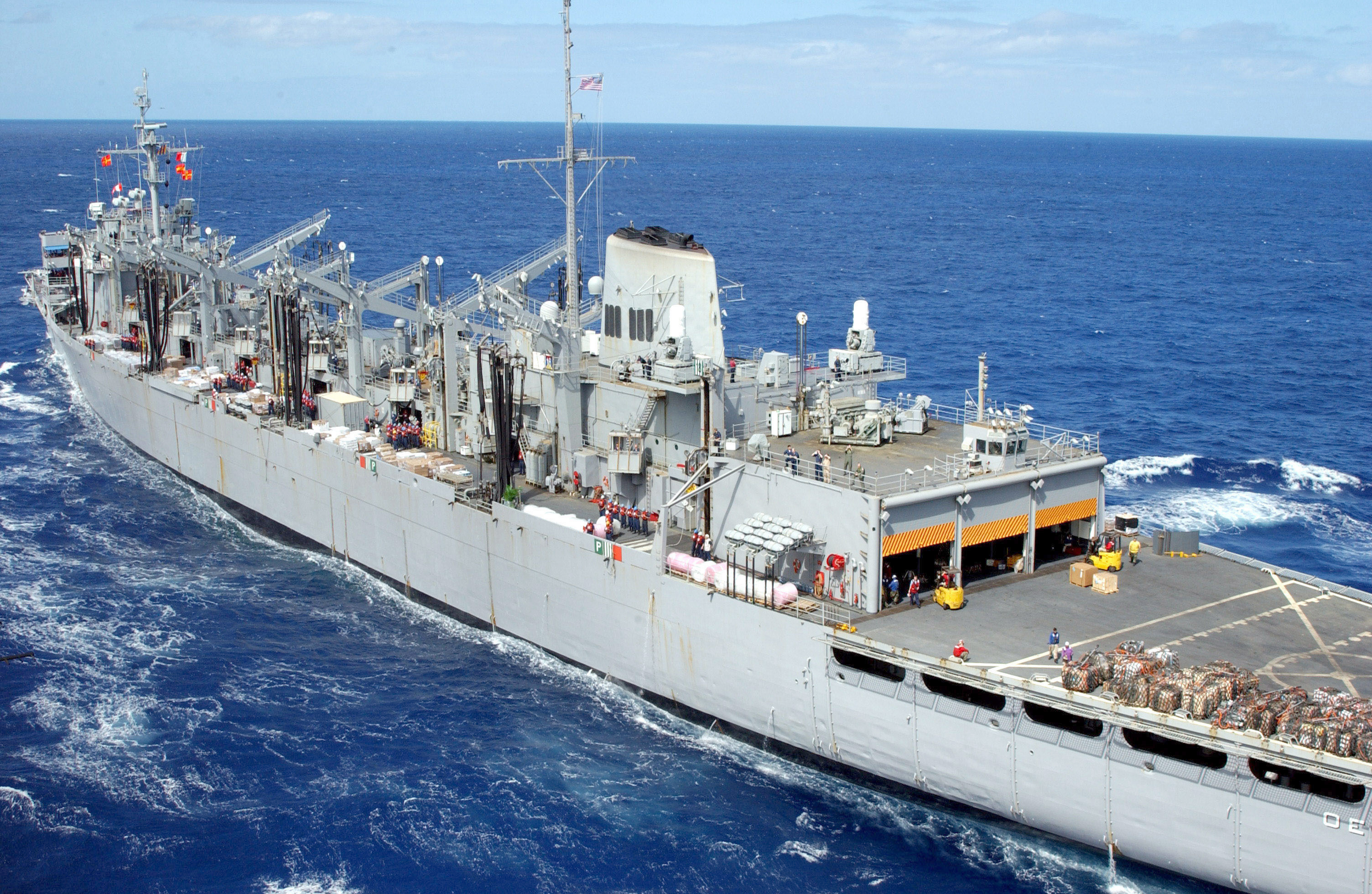
USS Sacramento (AOE-1)

Plavidla přepravovala 177 000 barelů paliva, 2100 tun munice a 500 tun dalšího materiálu. Původní výzbroj tvořily čtyři 76mm kanóny. Později je nahradily dva 20mm kanónové komplety Phalanx CIWS, čtyři 12,7mm kulomety a osminásobný vypouštěcí kontejner protiletadlových řízených střel Sea Sparrow. K vertikálnímu zásobování sloužily dva vrtulníky CH-46 Sea Knight. Pohonný systém tvořily dvě turbíny General Electric, čtyři kotle Combustion Engineering a dva lodní šrouby. Nejvyšší rychlost dosahovala 26 uzlů.